# Caramelles del Roser de Sant Julià de Vilatorta
Les Caramelles del Roser de Sant Julià de Vilatorta és el ball de caramelles a Sant Julià de Vilatorta (Osona), un element festiu patrimonial declarat d'interès nacional per la Generalitat de Catalunya. El 2015 se celebren els 425 anys d'aquesta tradició.
El cant de les caramelles s'ha associat amb els goigs del Roser, i alguns pobles encara celebren el Roser per Pasqua Florida. Sant Julià de Vilatorta interpreta unes caramelles molt lligades al Roser que són les més antigues documentades de tot Catalunya i daten del 1590 (butlla fundacional de la Confraria del Roser).

## Descripció
El matí de la diada de Pasqua Florida surt la comitiva de Caramellaires del Roser recorrent els carrers del poble tot cantant els goigs del Roser. La comitiva és encapçalada per la bandera de la Verge, seguida per dues fileres de caramellaires, abillats amb capa i barret de copalta i amb un llaç vermell.
Cada caramellaire porta un bordó o vara tornejada, amb una plaqueta que du una estampa de la Mare de Déu del Roser al davant i el text dels goigs al darrere. La comitiva va cantant els goigs del Roser amb una polifonia antiga, i seguida per un grup de músics acompanyats amb instruments de vent. L'orquestra es compon bàsicament de trompetes, trombons i el fiscorn, però també es pot enriquir amb el saxofon, el clarinet, l'acordió, la guitarra i el contrabaix. Els músics van abillats amb capa llarga de color morat, barret de copalta del mateix color i amb un llaç de color blau marí.
Completen el seguici infants amb vestit de festa que porten bastons tornejats, amb un pom de flors al cim i cintes de tots els colors. Tres cistellaires, amb el vestit de vellut, faixa i barretina, van trucant a les portes i recollint les aportacions dels vilatans. Un cistellaire porta la típica cistella de caramelles, ben guarnida, dalt d'una perxa amb corda i corriola per tal de fer-la arribar a balcons i finestres.
Els goigs del Roser són els protagonistes de la festa. Les estrofes dels goigs, amb text i música arcaics, transmesos de generació en generació, es van desgranant i alternant amb la tonada instrumental.
A les vuit del matí surten els caramellaires cantant els goigs de la manera següent: el rengle de caramellaires del cantó dret, on predominen les veus atenorades, canta els dos primers versos; seguidament, els del cantó esquerre, on predominen les veus greus, canten el tercer i quart vers a dues veus; l'últim vers és reprès a l'uníson per tots els caramellaires i a continuació el grup instrumental fa la tornada.
Sense interrupció es van enllaçant les altres estrofes, seguint el mateix patró. En arribar a l'última estrofa, “Supliquem, Rosa agraciada”, els caramellaires es lleven el barret en senyal de salutació i en fer la repetició del darrer vers s'hi afegeix l'orquestra, per tal de fer més solemne la cloenda.

## Història

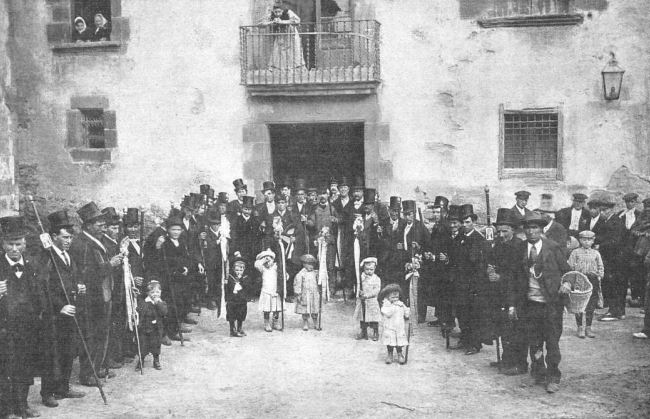
Any 1909

Les caramelles del Roser de Sant Julià van néixer a finals del segle xvi amb el cant dels goigs, que anava a càrrec de la confraria que fou establerta oficialment l'any 1592. Segurament la intenció inicial era homenatjar la Mare de Déu del Roser, però al llarg dels anys s'anà convertint en un costum pasqual del poble. A Sant Julià de Vilatorta ha perdurat la forma original que, gràcies a la indumentària, a la intervenció instrumental i a una música popular molt pròpia, sumades al fet que s'hagi transmès de generació en generació de manera ininterrompuda, fa que sigui una festa excepcional.
A més dels goigs del Roser, d'ençà del 1902 es va establir un nou costum. Cada any s'estrena una nova peça a tres veus, composta per a l'ocasió i obra d'autors locals, com Manel Balasch. Aquestes obres solen ser sardanes, valsos o havaneres a dues o tres veus. Una de les peces fixes del repertori és la sardana “Som vilatortins”, amb música de Manel Suñé i text del seu fill Josep. El fet d'estrenar cada any una obra nova és un contrapunt a la música arcaica dels goigs.
També des de l'any 1977, el diumenge després de Pasqua se celebra l'Aplec Caramellaire. Es convida a colles d'altres poblacions i es fa una matinal amb tomb caramellaire, cantada de totes les colles a la plaça Major i dinar de germanor.
L'any 1990, en complir-se el IV aniversari, es va inaugurar una gran talla de pedra a la plaça de l'Ajuntament en honor i record de les caramelles.

## Entitat
L'Associació Caramelles del Roser és una entitat de Sant Julià de Vilatorta que el 2016 va rebre la Creu de Sant Jordi per promoure la memòria i l'activitat d'una festa osonenca que, com a valuosa expressió de la música tradicional, es remunta al 1590. Les Caramelles del Roser tenen característiques singulars, com la indumentària o el cant dels Goigs del Roser. En el tombant dels segles XIX al XX van atreure l'atenció de reconeguts folkloristes. Actualment, la seva colla caramellaire té un dels repertoris més amplis del país, des de festeigs fins a cants religiosos, i també les corrandes de temàtica política i social.